# Ang Panday (film 2009)
Ang Panday è un film del 2009 diretto da Rico Gutierrez e Mac Alejandre.
Fu distribuito nelle sale filippine il 25 dicembre 2009 in occasione del 35º Metro Manila Film Festival.
Basato sull'omonimo personaggio dei fumetti di Carlo J. Caparas, Ang Panday è un reboot dell'omonima pellicola del 1980 con protagonista Fernando Poe Jr.; il film è interpretato da Ramón Revilla Jr., già protagonista dello spin-off Dugo ng Panday nel 1993, e Phillip Salvador, presente invece nell'adattamento televisivo del 2005.
Pur non particolarmente apprezzato dalla critica, il film si è rivelato un buon successo al botteghino, tanto che nel 2011 è stato seguìto da Ang Panday 2.

## Trama
Il mago malvagio Lizardo manda la sua armata di mostri a conquistare un villaggio indifeso, con lo scopo di sottomettere tutti i suoi abitanti. Vi riesce senza particolare difficoltà, ma viene presto a sapere di una profezia: un meteoroide cadrà dal cielo e il suo metallo sarà forgiato in arma da un uomo che libererà il villaggio dagli oppressori.
Flavio è un umile fabbro che vive in un sobborgo non ancora assalito dagli uomini di Lizardo. Tuttavia, quando il corpo celeste della profezia cade dei pressi del suo villaggio, il destino del fabbro si fa subito chiaro. La vita tranquilla e pacifica del luogo verrà scossa improvvisamente dall'arrivo degli uomini di Lizardo, il quale sfida Flavio ad un duello dopo aver catturato la sua amata Maria. Si succedono quindi numerosi eventi, che porteranno Flavio ad una vera e propria guerra contro le truppe malvagie di Lizardo.

## Riprese
Le riprese del film si sono svolte nella provincia di Ilocos Norte.

## Seguito
Il film fu seguito da Ang Panday 2 (2011), diretto da Mac Alejandre e con inclusi numerosi attori già presenti nel primo capitolo.